# Il carro di fedeltà d'amore
Il Carro di Fedeltà d'Amore è un dramma musicale composto nel 1606 da Paolo Quagliati su testo di Pietro Della Valle.
La rappresentazione ebbe luogo a Roma nel gennaio del 1606, durante il Carnevale, su un carro itinerante per le strade dell'Urbe. L'uso di carri itineranti era antico; a volte  erano trainati da buoi, come si vede nelle stampe e nei dipinti dell'epoca.
Il Carro di fedeltà seguiva di sei anni il primo esempio romano di dramma in musica, la Rappresentazione di Anima et di Corpo di Emilio de' Cavalieri, ma poiché il soggetto era profano, fu indicato da alcuni musicologi come prima opera romana scritta secondo il nuovo stile melodrammatico a seguito delle ricerche della Camerata de' Bardi. Lo stesso autore del 'libretto' scrisse che questa breve composizione fu «una delle prime azioni (per dir così) rappresentate in musica che in Roma si siano sentite; benché non vi intervenissero più che 5 voci e 5 instrumenti».
Il nobile clodiense Paolo Quagliati, maestro di composizione e di cembalo di Pietro Della Valle, all'epoca era al servizio del cardinale Odoardo Farnese e organista a S. Maria Maggiore.
Nel 1606 non venne pubblicato né il testo letterario, né la musica. Solo nel 1611 venne stampato presso l'editore Robletti a Roma con alcune arie aggiunte dallo stesso Quagliati su istanza di Oberto Fidati.
I personaggi del Carro sono, in ordine di intervento: Amore (soprano), Apollo (tenore), Arione (tenore), Orfeo (tenore) e, in ultimo, Fama (soprano); tutti esaltano la costanza in amore di Apollo e la bellezza della sua amata Amarilli; nel finale inneggiano insieme in coro alla fedeltà. Amarilli, di cui gli interpreti parlano come se fosse presente, non ha una parte, né cantata né recitata.